# Marc de tomate
Le marc de tomate est un sous-produit de faible valeur de l'industrie des tomates. C'est tout ce qui reste après la transformation des tomates en jus, ketchup, soupe, etc., c'est-à-dire pelures, pulpe et graines.
Il est parfois utilisé comme aliment du bétail ou des animaux domestiques, comme source de fibres alimentaires,  vitamine C et lycopène et (dans une moindre mesure) de vitamine A. 
Étant donné que le constituant principal du marc de tomate est la peau, le risque existe qu'il soit plus riche en résidus de pesticides que la tomate elle-même.
Sa forte teneur en eau, environ 75 %, rend son transport très coûteux, si bien qu'il finit le plus souvent en décharge.